# Assemblea Legislativa Nazionale del Sudan del Sud
L'Assemblea Legislativa Nazionale del Sudan del Sud è la camera bassa della Legislatura nazionale di transizione del Sudan del Sud.